# Présentation d'un groupe
Ne doit pas être confondu avec Représentation d'un groupe.
En théorie des groupes, un groupe peut se définir par une présentation, autrement dit, la donnée d'un ensemble de générateurs et d'un ensemble de relations que ceux-ci vérifient. La possibilité d'une telle définition découle de ce que tout groupe est quotient d'un groupe libre. En général, une présentation d'un groupe G se note en écrivant entre crochets une liste de lettres et une liste minimale de mots sur cet alphabet, chaque mot étant censé valoir 1 dans le groupe et aucune relation n'existant entre les lettres, hormis celles-là et leurs conséquences. Par exemple, le groupe G de présentation ⟨a, b, c, d | cbcbcb, cbc−1b−1, b9⟩ est engendré par a, b, c, d ; dans G, le générateur b est d'ordre 9, cb est d'ordre 3, c et b commutent. Par conséquent c est d'ordre 1, 3 ou 9, et en fait exactement 9.

## Introduction informelle
Si un groupe G est engendré par un ensemble S, il est possible d'écrire tout élément de G comme un produit
où tous les xi sont des éléments de S, et chaque ai un entier relatif. Autrement dit, tout élément du groupe s'écrit comme produit des générateurs et de leurs inverses.
Si G n'est pas un groupe libre, cette écriture n'est bien sûr pas unique. Pour arriver à retrouver le groupe G, il faut préciser lesquels de ces produits sont égaux. Il suffit pour cela de spécifier quels produits sont égaux à l'élément neutre du groupe, que l'on notera 1. Il est alors intuitivement clair que l'on pourra retrouver le groupe, au moins à isomorphisme près. En fait, il n'est en général pas nécessaire de préciser toutes les relations possibles, puisqu'à partir de certaines relations de bases, on peut en déduire des relations qui en sont les conséquences : par exemple, si s et t sont deux éléments de S, et si l'on sait que tsts = 1, où 1 est l'élément neutre de G, alors on peut en déduire que (st)4 = 1, et ainsi de suite.
On arrive ainsi à la notion intuitive de définition d'un groupe par générateurs et relations, c'est-à-dire par une présentation : il s'agit de spécifier un ensemble de générateurs — le S ci-dessus — et un ensemble R de relations, qui expriment 1 comme des produits d'éléments de S. G est alors le groupe engendré par S, et dont les générateurs vérifient seulement les relations spécifiées par R, ainsi que leurs conséquences.
Avant même de donner une définition plus précise, on peut donner quelques exemples évidents : ℤ/nℤ est engendré par un élément, la classe de 1. Si l'on note cet élément a, la seule relation que l'on impose est an = 1.
Un autre exemple assez standard est donné par le groupe diédral D2m, c'est-à-dire le groupe des isométries d'un polygone régulier à m côtés. Ce groupe est engendré par deux symétries orthogonales s1 et s2, la première par rapport à la médiatrice de l'un des segments formant les côtés du polygone, la seconde par rapport à la droite joignant le centre du polygone à l'une des deux extrémités de ce segment. Le produit des deux symétries est alors la rotation d'angle 2π/m et est donc d'ordre m. Cette relation intervient dans une présentation de D2m (cf exemple ci-dessous).

## Définition formelle
Soient S un ensemble, FS le groupe libre sur cet ensemble, et R une partie de ce groupe. R est l'ensemble des relations que l'on veut imposer, et pour cela, on va devoir quotienter FS par R. Comme R n'est pas forcément un sous-groupe distingué, on va en fait quotienter par le plus petit sous-groupe distingué N contenant R, également appelé clôture normale de R.
On appelle le groupe FS/N ainsi obtenu le groupe défini par générateurs S et relations R. On le note ⟨S | R⟩. Cette écriture s'appelle une présentation du groupe. Si G est un groupe quelconque, isomorphe au groupe ⟨S | R⟩, on dit que G admet ⟨S | R⟩ pour présentation.
Pour faire le lien avec l'introduction informelle ci-dessus, on peut remarquer que les éléments de N sont en fait les "conséquences" des relations R. On peut également remarquer que tout groupe admet une présentation : en effet, tout groupe est quotient d'un groupe libre (par exemple, le groupe libre FG sur G). Par contre, une présentation n'est évidemment pas unique.
Un groupe est dit finiment engendré, ou de type fini s'il est engendré par une partie S finie,, et finiment présenté, ou de présentation finie s'il admet une présentation de la forme ⟨S | R⟩, avec S et R finis. Tout groupe de présentation finie est donc de type fini, mais la réciproque est fausse. Une façon de le voir est d'invoquer un théorème de Bernhard Neumann affirmant que les groupes à deux générateurs, à isomorphisme près, forment un ensemble non dénombrable, et de remarquer que l'ensemble des classes d'isomorphisme de groupes de présentation finie est dénombrable.

## Propriété universelle
Le groupe G = ⟨S | R⟩ peut être caractérisé par la propriété universelle suivante : pour tout groupe H, et pour toute application f : S → H, il existe un unique morphisme de groupes F : G → H tel que F(s) = f(s) pour tout s dans S si et seulement si les images des éléments de S satisfont aux relations R (i. e. si s1a1…snan appartient à R alors f(s1)a1…f(sn)an = 1).

## Exemples
- Le groupe libre sur S est le groupe de présentation ⟨S | ∅⟩. Par exemple, le groupe ℤ a pour présentation ⟨1 | ∅⟩.
- Le groupe cyclique à n éléments a pour présentation ⟨a | an⟩.
- Le groupe diédral D2m a pour présentation ⟨s1, s2 | s12, s22, (s1s2)m⟩, comme expliqué à la fin du § « Introduction informelle » ci-dessus.
- Le groupe symétrique Sn est engendré par les transpositions de la forme si = (i, i + 1). Les relations sont alors si2 = 1, (si si + 1)3 = 1 et si sj = sj si pour j > i + 1. Par exemple, S4 ≃ ⟨s1, s2, s3 | s12, s22, s32, (s1 s2)3, (s2 s3)3, (s1 s3)2⟩.
- Les deux derniers exemples sont des cas particuliers de groupes de Coxeter. Ceux-ci sont définis par une présentation : les générateurs sont des si et les relations qu'ils vérifient sont de la forme si2 = 1 et (si sj)mi, j = 1, où les mi, j sont des entiers naturels.
- Dans la présentation de Sn, on peut remplacer chaque relation (si si + 1)3 = 1 par si si + 1 si = si + 1 si si + 1. Si de plus on enlève les relations si2 = 1, on obtient une présentation du groupe de tresses Bn. Par exemple, B4 ≃ ⟨s1, s2, s3 | s1 s2 s1 s2−1 s1−1 s2−1, s2 s3 s2 s3−1 s2−1 s3−1, s1 s3 s1−1 s3−1⟩.
- Le groupe modulaire PSL(2, ℤ) a pour présentation ⟨s, t | s2, t3⟩.
- Le groupe de Tits est défini par 2 générateurs et 6 relations.
- En topologie algébrique, on obtient souvent des groupes définis par générateurs et relations, lorsque l'on veut calculer le groupe fondamental d'un CW-complexe, grâce au théorème de van Kampen. Par exemple, une présentation du groupe fondamental d'une surface orientable (compacte, connexe et sans bord) de genre g est ⟨a1, b1, … , ag, bg | [a1, b1] … [ag, bg]⟩, où [a, b] désigne le commutateur aba−1b−1. Réciproquement, une présentation d'un groupe G permet de construire un CW-complexe de groupe fondamental G.
- Il existe aussi des groupes présentés par plusieurs générateurs et une relation. Par exemple, les groupes de Baumslag-Solitar BS(m, n) sont définis par les générateurs a, b et la relation bamb−1 = an (le groupe BS(1, –1) est le groupe fondamental de la bouteille de Klein).

## Le problème du mot
Le concept de présentation de groupe peut permettre d'effectuer simplement des calculs dans le groupe. Cependant, il faut se rendre compte qu'il a ses limites. Par exemple, il est difficile de savoir a priori si un groupe défini par générateurs et relations est trivial ou non. Le moyen le plus courant pour montrer qu'un groupe défini par présentation n'est pas trivial est de le faire agir sur un ensemble, en utilisant la propriété universelle ci-dessus. Fabriquer cet ensemble n'est pas forcément une question facile.
Plus généralement, dans un groupe de présentation G = ⟨S | R⟩, il est difficile de savoir si deux mots sur S représentent ou non le même élément dans G. C'est ce qu'on appelle le problème du mot pour les groupes. Il a été montré que, même dans le cas des groupes de présentation finie, c'est en général un problème indécidable : il n'existe pas d'algorithme permettant de décider si deux mots sont égaux ou non.
Par contre, on peut montrer que ce problème admet une solution dans de nombreuses familles de groupes. Parmi les exemples dont certains sont décrits ci-dessus, on pourra citer les groupes abéliens de type fini, les groupes de tresses, les groupes de Coxeter, les groupes polycycliques (en), les groupes finiment présentés résiduellement finis. Connaître les groupes qui ont un problème du mot résoluble est un sujet de recherches actuel.